# اولی ادل
اولی اِدِل (آلمانی: Uli Edel؛ زادهٔ ۱۱ آوریل ۱۹۴۷) کارگردان اهل آلمان است. او بیشتر با فیلم گره بادر ماینهوف که سال ۲۰۰۸ دربارهٔ فراکسیون ارتش سرخ آلمان ساخت، شناخته می‌شود. از دیگر آثارِ او می‌توان به فیلم آخرین خروجی به بروکلین و کریستیانه اف. – ما بچه‌های ایستگاه باغ‌وحش اشاره کرد.
ادل برندهٔ جوایزی همچون جایزه گلدن گلوب شده است.